# Gouvernement Youla
République de Guinée
Saidou Fofana (2) Kassory I
Le gouvernement Youla est le troisième gouvernement de la Guinée sous  le régime du président Alpha Condé. Proposé par le Premier ministre Mamady Youla.

## Composition
Le gouvernement nommé le 4 janvier 2016, outre le Premier ministre, est composé de trente-un-membres et deux secrétaires général.

## Galerie

### Premier ministre
| Image | Fonction         | Nom          | Parti           |
| ----- | ---------------- | ------------ | --------------- |
|       | Premier ministre | Mamady Youla | RPG Arc-En-Ciel |

## Ministre d'État
| Image | Fonction                                                                               | Nom                    | Parti           |
| ----- | -------------------------------------------------------------------------------------- | ---------------------- | --------------- |
|       | Ministre d'État, chargé des affaires présidentielles, ministre de la Défense nationale | Mohamed Diané          | RPG Arc-En-Ciel |
|       | Ministre d'État, ministre la Justice, Garde des Sceaux                                 | Cheick Sako            | RPG Arc-En-Ciel |
|       | Ministre d'État, Ministre de la Sécurité et de la Protection Civile                    | Abdoul Kabèlè Camara   | RPG Arc-En-Ciel |
|       | Ministre d'État, ministre de l’Hôtellerie, du Tourisme et de l’Artisanat               | Thierno Ousmane Diallo | UPR             |
|       | Ministre d'État, ministre des transports                                               | Oyé Lamah Guilavogui   | UFC (Guinée)    |

## Ministres
| Image | Fonction                                                                                             | Nom                                                       | Parti           |
| ----- | --- | --------------------------------------------------------- | --------------- |
|       | Ministre de l’Administration du territoire et de la Décentralisation                                 | Bouréma Condé                                             | RPG Arc-En-Ciel |
|       | Ministre de l’Environnement, des Eaux et Forêts                                                      | Christine Sagno (jusqu'au 27 février 2017)                | RPG Arc-En-Ciel |
|       | Ministre de l’Environnement, des Eaux et Forêts                                                      | Aïssatou Baldé (27 février 2017 à mai 2018 )              |                 |
|       | Ministre de la Santé                                                                                 | Abdourahmane Diallo                                       |                 |
|       | Ministre des Affaires étrangères et des Guinéens de l’étranger                                       | Makalé Camara                                             | RPG Arc-En-Ciel |
|       | Ministre du Plan et de la Coopération internationale                                                 | Mama Kanny Diallo                                         | RPG Arc-En-Ciel |
|       | Ministre de l’Économie et des Finances                                                               | Malado Kaba                                               | RPG Arc-En-Ciel |
|       | Ministre de l’Unité nationale et de la Citoyenneté                                                   | Kalifa Gassama Diaby                                      |                 |
|       | Ministre des Travaux publics                                                                         | Oumou Camara                                              | RPG Arc-En-Ciel |
|       | Ministre de l’Énergie et de l'Hydraulique                                                            | Cheick Taliby Sylla                                       | RPG Arc-En-Ciel |
|       | Ministre de l’Enseignement supérieur et de la Recherche scientifique                                 | Abdoulaye Yéro Baldé                                      | RPG Arc-En-Ciel |
|       | Ministre des Mines et de la Géologie                                                                 | Abdoulaye Magassouba                                      | RPG Arc-En-Ciel |
|       | Ministre de la Ville et de l’Aménagement du territoire                                               | Louseny Camara                                            | RPG Arc-En-Ciel |
|       | Ministre des Sports, de la Culture et du Patrimoine historique                                       | Siaka Barry                                               | RPG Arc-En-Ciel |
|       | Ministre de la Jeunesse et de l’Emploi jeune                                                         | Moustapha Naité                                           | RPG Arc-En-Ciel |
|       | Ministre des Postes, des Télécoms et de l’Économie numérique                                         | Moustapha Mamy Diaby                                      | RPG Arc-En-Ciel |
|       | Ministre du Budget                                                                                   | Mohamed Lamine Doumbouya                                  | RPG Arc-En-Ciel |
|       | Ministre de la Fonction publique, de la Réforme de l’État et de la Modernisation de l’administration | Sekou Kourouma (jusqu'au 27 février 2017)                 | RPG Arc-En-Ciel |
|       | Ministre de la Fonction publique, de la Réforme de l’État et de la Modernisation de l’administration | Billy Nankouma Doumbouya (27 février 2017 au 17 mai 2018) | RPG Arc-En-Ciel |
|       | Ministre du Commerce                                                                                 | Marc Yombouno                                             | RPG Arc-En-Ciel |
|       | Ministre de l’Action sociale, de la Promotion féminine et de l’Enfance                               | Sanaba Kaba                                               | RPG Arc-En-Ciel |
|       | Ministre de l'Enseignement Pré-Universitaire et de l’Alphabétisation                                 | Ibrahima Kourouma (jusqu'au 27 février 2017)              | RPG Arc-En-Ciel |
|       | Ministre de l'Enseignement Pré-Universitaire et de l’Alphabétisation                                 | Ibrahim Kalil Konaté (27 février 2017 au 17 mai 2018)     |                 |
|       | Ministre de l’Enseignement technique, de la Formation professionnelle, du Travail et de l’Emploi     | Albert Damantang Camara                                   | RPG Arc-En-Ciel |
|       | Ministre de la Pêche, de l’Aquaculture et de l’Économie maritime                                     | André Loua                                                | RPG Arc-En-Ciel |
|       | Ministre de l'Agriculture                                                                            | Jacqueline Marthe Sultan                                  | RPG Arc-En-Ciel |
|       | Ministre de la Communication                                                                         | Rachid Ndiaye                                             | RPG Arc-En-Ciel |
|       | Ministre de l’Élevage et des Productions Animales                                                    | Mohamed Tall                                              |                 |
|       | Ministre de l’Élevage et des Productions Animales                                                    | Roger Patrick Millimono (6 juin 2018 -                    |                 |
|       | Ministre de l’Industrie, des PME et de la Promotion du Secteur Privé                                 | Boubacar Barry                                            | UNR             |

## Secrétaire
| Image | Fonction                                   | Nom                   | Parti           |
| ----- | ------------------------------------------ | --------------------- | --------------- |
|       | Secrétariat Général du Gouvernement        | Sekou Kissi Camara    | RPG Arc-En-Ciel |
|       | Secrétariat général aux affaires religieux | Abdoul Karim Dioubaté |                 |

## Parité hommes - femmes
Comptant sept femmes et vingt-six hommes avec le Premier ministre, le gouvernement est presque paritaire.
Durant la campagne électorale, Alpha Condé a promis de l'emploi pour les femmes et les jeunes.